# Anemone raui
Anemone raui là một loài thực vật có hoa trong họ Mao lương. Loài này được Goel & U.C.Bhattach. mô tả khoa học đầu tiên năm 1982 publ. 1983.